# Lake Geneva
Lake Geneva est une localité du comté de Walworth dans l'État du Wisconsin, aux États-Unis. Elle comptait 7 148 habitants en 2000. Il s'agit d'une station touristique située au bord du Geneva Lake, au sud-ouest de Milwaukee. 
Le lac et sa ville doivent leur nom à la ville de Geneva (New York) à proximité du lac Seneca. Pour éviter la confusion avec la ville toute proche de Geneva (Illinois), Geneva fut rebaptisée Lake Geneva puis le lac à son tour Geneva Lake. En pratique les deux formes sont utilisées pour le lac, mais uniquement Lake Geneva pour la cité.
La ville est notamment connue pour accueillir chaque année depuis 1968 la Gen Con, l'un des plus importants festivals de jeu d'Amérique du Nord.

## Personnalité liée à la ville
- Gary Gygax, auteur et concepteur de jeu. Créateur du jeu de rôle Donjons et Dragons, mort à Lake Geneva.